# Pixie Hollow
Pixie Hollow (La Vallée des fées en français) est un site Web lancé le 8 septembre 2008 proposant un jeu en ligne massivement multijoueur (MMOG) développé en flash par Disney Interactive Media Group, filiale de la Walt Disney Company.
Le 21 août 2013, Walt Disney Internet Group annonce la fermeture des mondes virtuels Toontown Online, Pirates of the Caribbean Online et Pixie Hollow pour se recentrer sur Club Penguin et les jeux mobiles.

## Présentation
Le principe du jeu est d'abord de créer un personnage de fée, féminin ou masculin (depuis le 28 avril 2010) puis de le faire évoluer dans un monde féerique basé sur la gamme Disney Fairies et des livres de. Les personnages peuvent se côtoyer, faire des activités et collectionner des objets.